# بينبين تاكاوكا
تاكاوكا بينبين (باليابانية: 高岡 瓶々) مواليد 10 أغسطس 1963 في آوموري، اليابان، هو مؤدي أصوات ياباني.

## الأعمال

### مسلسلات أنمي تلفزيونية
- جينتاما
- جويل بت توينكل
- يوغي 5Ds
- هايسكول اوف ذا ديد

### دبلجة
- في عالم أفضل
- باركر
- رالف المدمر

## وصلات خارجية
- بينبين تاكاوكا على موقع IMDb (الإنجليزية)
- بينبين تاكاوكا على موقع قاعدة بيانات الفيلم (الإنجليزية)
- بينبين تاكاوكا على موقع كينوبويسك (الروسية)
- بينبين تاكاوكا على موقع ANN person (الإنجليزية)